# Округ Винишик (Ајова)
Винишик (енгл. Winneshiek County) је округ у америчкој савезној држави Ајова.

## Демографија
По попису из 2010. године број становника је 21.056, што је 254 (-1,2%) становника мање 2000. године.
| Група             | 2000.          | 2010.          |
| Белци             | 20.757 (97,4%) | 20.153 (95,7%) |
| Афроамериканци    | 108 (0,5%)     | 133 (0,6%)     |
| Азијати           | 174 (0,8%)     | 226 (1,1%)     |
| Хиспаноамериканци | 170 (0,8%)     | 418 (2,0%)     |
| Укупно            | 21.310         | 21.056         |